# São Félix (Bahia)
São Félix is een gemeente in de Braziliaanse deelstaat Bahia. De gemeente telde 11.026 inwoners in 2022.

## Aangrenzende gemeenten
De gemeente grenst aan Cachoeira, Cruz das Almas, Governador Mangabeira, Maragogipe, Muritiba en São Felipe. 
De brug tussen São Felix en het aangrenzende Cachoeira heeft maar één rijbaan voor zowel autoverkeer als treinverkeer.

## Geboren in São Félix
- Servílio de Jesus (1915-1984), voetballer

## Galerij

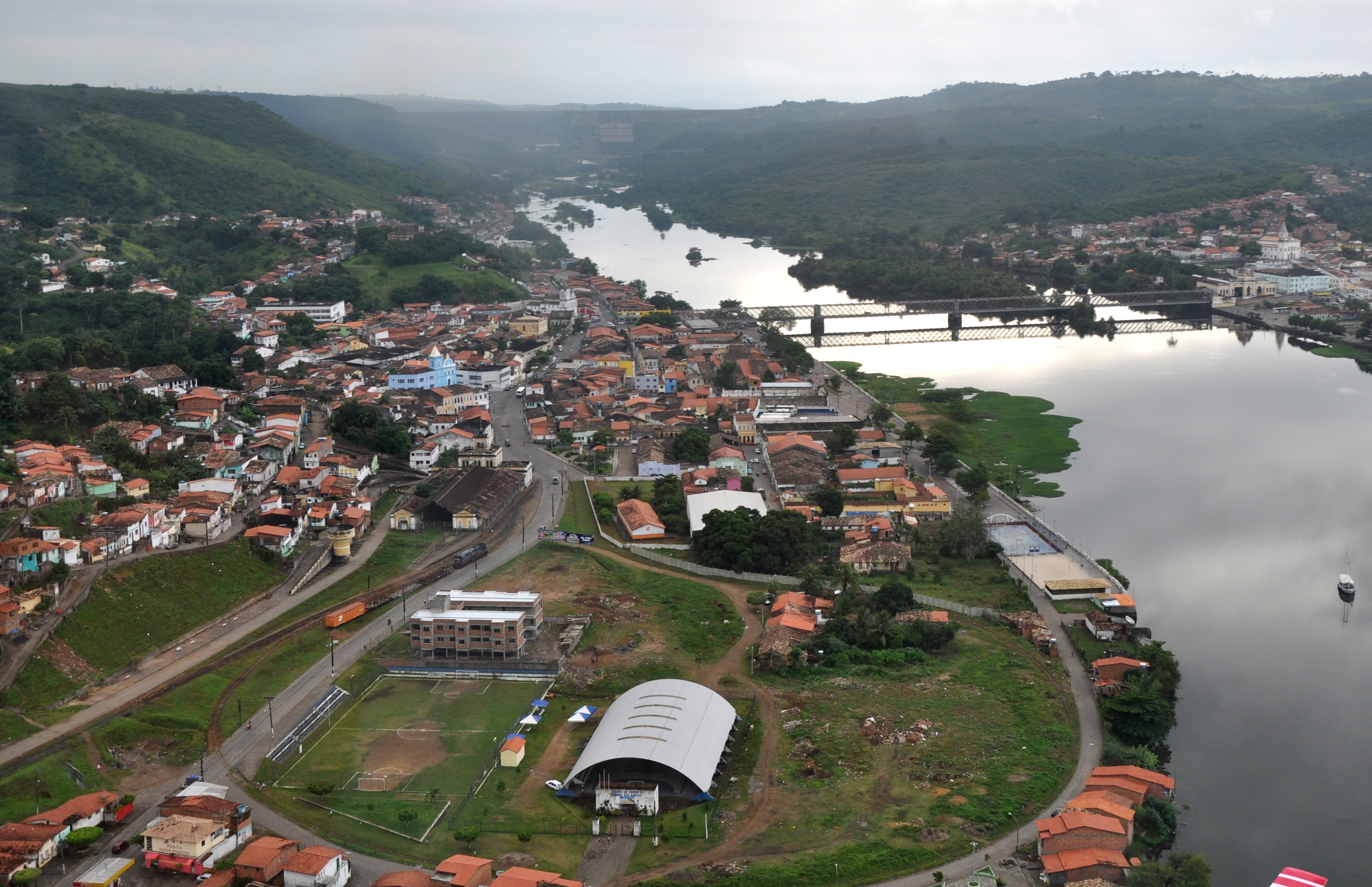
Uitzicht op de rivier rio Paraguaçu in de omgeving van São Félix